# Euphorbia grandialata
Euphorbia grandialata es una especie fanerógama perteneciente a la familia de las euforbiáceas. Es endémica de Sudáfrica en la Provincia Septentrional del Cabo.

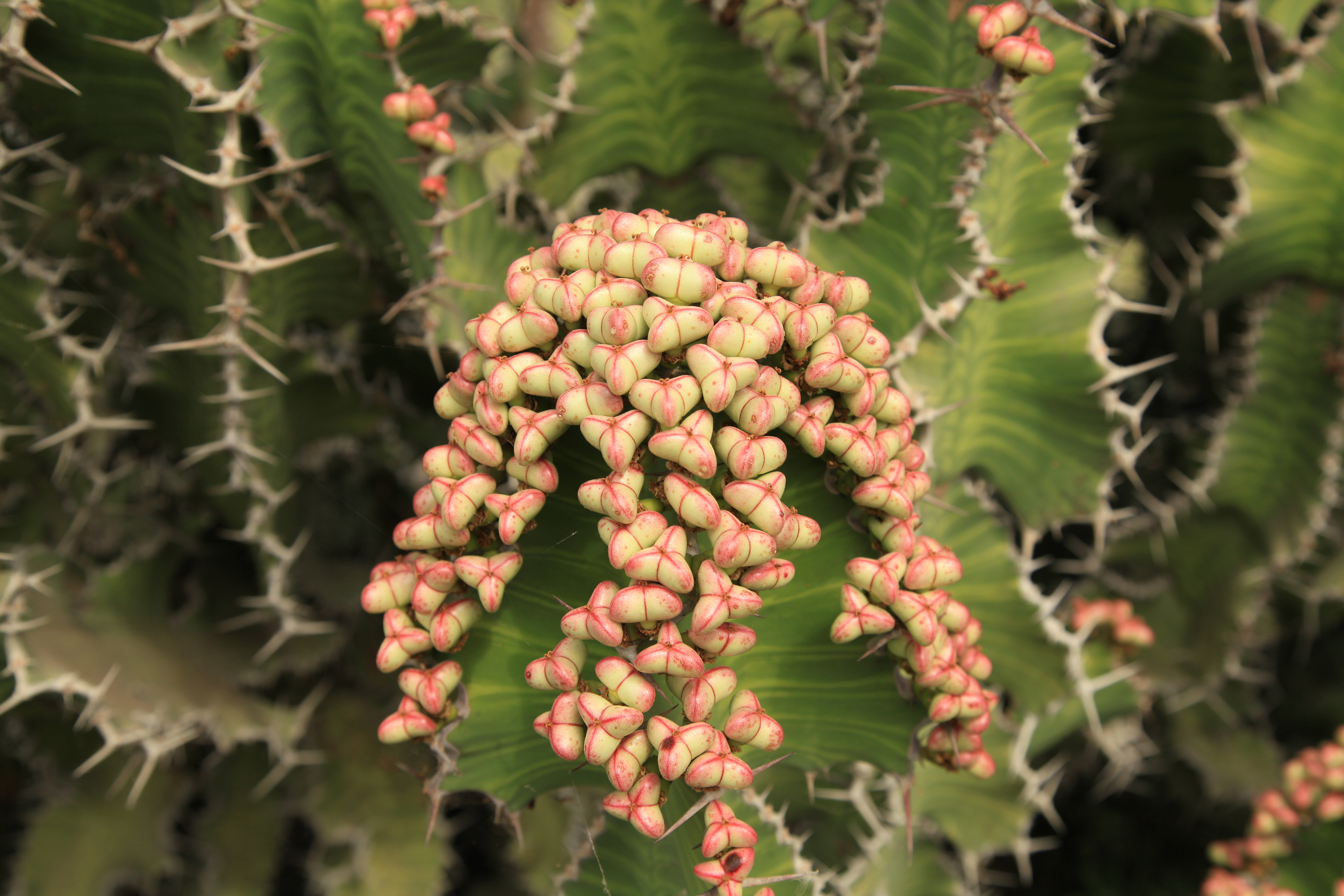
Detalle de la planta

## Descripción
Es un arbusto o árbol perennifolio planta suculenta que alcanza un tamaño de 0.7 - 2 m de altura a una altitud de  +/- 1700 metros.

## Taxonomía
Euphorbia grandialata fue descrita por Robert Allen Dyer y publicado en Flowering Plants of South Africa 17: 641. 1937.
Etimología
Euphorbia: nombre genérico que deriva del médico griego del rey Juba II de Mauritania (52 a 50 a. C. - 23), Euphorbus, en su honor – o en alusión a su gran vientre –  ya que usaba médicamente Euphorbia resinifera. En 1753 Carlos Linneo asignó el nombre a todo el género.
grandialata: epíteto latino que significa "con grandes alas".